# Rawhide (nummer)
"Rawhide" is een westernlied gecomponeerd door Dimitri Tiomkin en met teksten van Ned Washington uit 1958.
De eerste artiest die het nummer opname was Frankie Laine. Het lied werd gebruikt als openingsnummer van de western-televisieserie Rawhide die van 1959 tot 1966 op CBS Television te zien was. Leden van de Western Writers of America kozen het in 2010 als een van de 100 beste westerse nummers aller tijden.

## NPO Radio 2 Top 2000
| Nummer met noteringen in de NPO Radio 2 Top 2000 | '99  | '00  | '01  | '02  | '03  | '04  | '05  |
| ------------------------------------------------ | ---- | ---- | ---- | ---- | ---- | ---- | ---- |
| Rawhide                                          | 1492 | 1687 | 1925 | 1855 | 1700 | 1954 | 1811 |

1. ↑  Een vetgedrukt getal geeft de hoogste notering aan.
2. ↑  Deze tabel is bijgewerkt tot en met de laatste editie (2024).

## Coverversies
Het nummer is veelvuldig gecoverd. Wellicht de bekendste versie is die uit de film The Blues Brothers uit 1980, waar John Belushi en Dan Aykroyd het nummer opvoeren. De versie van Frank Chacksfield werd in de jaren zeventig door Radio Veronica gebruikt als jingle om het nieuwsbericht aan te kondigen. In 2008 hertaalde Jan Rot het nummer tot Yippieyayee.
Andere artiesten die het nummer hebben opgenomen zijn:
- Big John Bates
- Johnny Cash
- Ensiferum
- Greenbriar Boys
- Happy Feet Two
- The Jackson 5
- Dead Kennedys
- The Meteors
- Liza Minnelli
- Riders in the Sky
- Sheb Wooley
- Sublime